# Trentepohliaceae
Trentepohliaceae, porodica zelenih algi smještena u vlastiti red Trentepohliales. Postoji preko 100 priznatih vrsta u 11 rodova. Ime je došlo po rodu Trentepohlia

## Rodovi
1. Byssus Linnaeus
2. Cephaleuros Kunze ex E.M.Fries
3. Chroolepus C.Agardh
4. Friedaea Schmidle
5. Lochmium Printz
6. Phycopeltis Millardet
7. Printzina R.H.Thompson & Wujek
8. Rhizothallus P.[J.L.]Dangeard
9. Sporocladus Kuckuck
10. Stomatochroon B.T.Palm
11. Trentepohlia C.Martius